# Mircea Ciopraga
Mircea Ciopraga (n. 15 august 1960, Mun. Pașcani, județul Iași) este un politician român, deputat în Parlamentului României în legislaturile 2000-2004 și 2004-2008, ales pe listele PNL. În legislatura 2004-2008, Mircea Ciopraga a fost membru în grupurile parlamentare de prietenie cu Republica Letonia, Regatul Thailanda, Republica Turcia, Republica Venezuela, Republica Federativă a Braziliei și Regatul Norvegiei.